# Diocesi di Formosa (Argentina)
La diocesi di Formosa (in latino Dioecesis Formosae) è una sede della Chiesa cattolica in Argentina suffraganea dell'arcidiocesi di Resistencia. Nel 2023 contava 484.833 battezzati su 606.041 abitanti. È retta dal vescovo José Vicente Conejero Gallego.

## Territorio
La diocesi comprende per intero la provincia di Formosa nell'estremo nord dell'Argentina.
Sede vescovile è la città di Formosa, dove si trova la cattedrale di Nostra Signora del Carmine.
Il territorio si estende su 72.066 km² ed è suddiviso in 30 parrocchie.

## Storia
La diocesi è stata eretta l'11 febbraio 1957 con la bolla Quandoquidem adoranda di papa Pio XII, ricavandone il territorio dalla diocesi di Resistencia (oggi arcidiocesi).
Il 9 novembre 1962, con la lettera apostolica Decor Carmeli, papa Giovanni XXIII ha proclamato la Beata Maria Vergine del Monte Carmelo patrona principale della diocesi.
Originariamente suffraganea dell'arcidiocesi di Santa Fe (oggi arcidiocesi di Santa Fe de la Vera Cruz), il 28 febbraio 1984 è entrata a far parte della provincia ecclesiastica dell'arcidiocesi di Resistencia.

## Cronotassi dei vescovi
Si omettono i periodi di sede vacante non superiori ai 2 anni o non storicamente accertati.
- Raúl Marcelo Pacífico Scozzina, O.F.M. † (7 maggio 1957 - 31 marzo 1978 dimesso)
- Dante Carlos Sandrelli † (31 marzo 1978 - 14 gennaio 1998 ritirato)
- José Vicente Conejero Gallego, succeduto il 14 gennaio 1998

## Statistiche
La diocesi nel 2023 su una popolazione di 606.041 persone contava 484.833 battezzati, corrispondenti all'80,0% del totale.
| anno | popolazione | popolazione | popolazione | presbiteri | presbiteri | presbiteri | presbiteri                | diaconi | religiosi | religiosi | parrocchie |
| anno | battezzati  | totale      | %           | numero     | secolari   | regolari   | battezzati per presbitero | diaconi | uomini    | donne     | parrocchie |
| ---- | ----------- | ----------- | ----------- | ---------- | ---------- | ---------- | ------------------------- | ------- | --------- | --------- | ---------- |
| 1966 | 180.000     | 200.000     | 90,0        | 28         | 3          | 25         | 6.428                     |         | 14        | 57        | 13         |
| 1970 | 210.000     | 260.000     | 80,8        | 31         | 1          | 30         | 6.774                     |         | 30        | 69        | 15         |
| 1976 | 248.220     | 275.892     | 90,0        | 40         | 4          | 36         | 6.205                     |         | 36        | 105       | 21         |
| 1980 | 270.000     | 300.000     | 90,0        | 39         | 5          | 34         | 6.923                     |         | 39        | 101       | 21         |
| 1990 | 330.000     | 375.000     | 88,0        | 42         | 8          | 34         | 7.857                     |         | 49        | 119       | 24         |
| 1999 | 382.000     | 450.000     | 84,9        | 44         | 18         | 26         | 8.681                     | 12      | 29        | 124       | 26         |
| 2000 | 382.000     | 450.000     | 84,9        | 43         | 18         | 25         | 8.883                     | 16      | 29        | 124       | 26         |
| 2001 | 382.500     | 450.000     | 85,0        | 44         | 20         | 24         | 8.693                     | 17      | 31        | 130       | 26         |
| 2002 | 425.000     | 504.000     | 84,3        | 49         | 23         | 26         | 8.673                     | 16      | 31        | 104       | 27         |
| 2003 | 427.000     | 534.000     | 80,0        | 43         | 19         | 24         | 9.930                     | 16      | 28        | 110       | 27         |
| 2004 | 465.000     | 550.000     | 84,5        | 45         | 21         | 24         | 10.333                    | 16      | 28        | 102       | 27         |
| 2006 | 480.000     | 566.000     | 84,8        | 46         | 27         | 19         | 10.434                    | 18      | 24        | 91        | 27         |
| 2013 | 458.200     | 538.000     | 85,2        | 41         | 27         | 14         | 11.175                    | 22      | 20        | 102       | 30         |
| 2016 | 472.067     | 554.956     | 85,1        | 40         | 26         | 14         | 11.801                    | 24      | 26        | 67        | 30         |
| 2019 | 486.900     | 572.400     | 85,1        | 41         | 30         | 11         | 11.875                    | 35      | 17        | 65        | 30         |
| 2021 | 484.154     | 605.193     | 80,0        | 46         | 34         | 12         | 10.525                    | 32      | 13        | 65        | 30         |
| 2023 | 484.833     | 606.041     | 80,0        | 44         | 34         | 10         | 11.018                    | 32      | 11        | 53        | 30         |